# Pandrup
Pandrup är en tätort i Jammerbugts kommun i Region Nordjylland i Danmark. Tätorten har 2 878 invånare (2024). Den ligger på ön Vendsyssel-Thy, cirka 7,5 kilometer nordväst om Åbybro. Pandrup var centralort i Pandrups kommun fram till kommunreformen 2007.
Från 1980-talet tillverkades i Pandrup mobiltelefoner (Bosch, Dancall, Flextronics och Siemens), men produktionen har numera flyttat utomlands. Väster om orten finns områden med badstränder och sommarstugor.
Fotbollsföreningen Jammerbugt FC är från Pandrup.